# Karkinochromadora lorenzeni
Karkinochromadora lorenzeni is een rondwormensoort uit de familie van de Chromadoridae. De wetenschappelijke naam van de soort is voor het eerst geldig gepubliceerd in 1980 door Jensen.